# Desórdenes de Belice de 2005

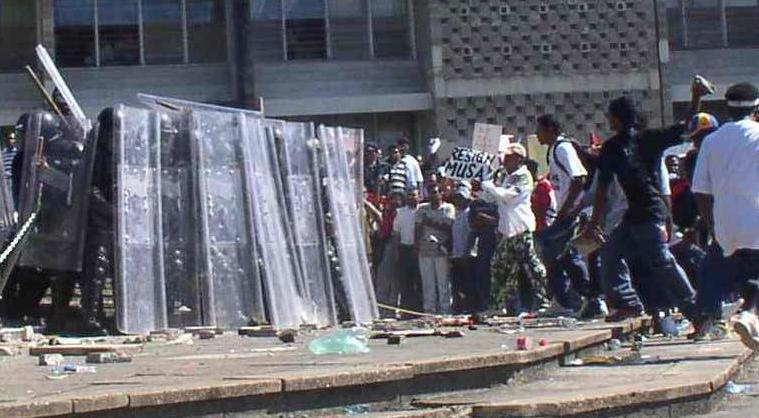
Choque entre manifestantes y la policía antidisturbios en Belmopán el 21 de enero

A mediados de enero de 2005 estallaron disturbios callejeros en la ciudad de Belmopán, capital de Belice. Los tumultos fueron provocados por la emisión del nuevo presupuesto nacional, que incluía un considerable aumento de los impuestos. También los guiaba la animadversión hacia el People's United Party (PUP) [Partido Unido Popular], en ese momento en el poder, a causa del empeoramiento de las condiciones fiscales del gobierno beliceño.
El 13 de enero de 2005 el gobierno de Said Musa anunció su presupuesto para el 2005-2006. Este incluía subidas de impuestos sobre diversos artículos y actividades. Preveía una subida de un 11% en la venta de bienes inmuebles, una subida del 5% para los organismos financieros, un alza del 8% en los impuestos al tabaco y del 100% sobre los impuestos que gravan el ron. El gobierno afirma que estas subidas son comparables a las que se llevaron a cabo en 1988, en un gobierno anterior del United Democratic Party (UDP) [Partido Democrático Unido]. Sin embargo, después de años de desencanto de la ciudadanía a causa de las acusaciones de corrupción y mala gestión económica por parte del PUP, el nuevo presupuesto provocó manifestaciones de protesta frente al edificio de la Asamblea Nacional el 15 de enero, teniendo lugar choques entre la policía y los manifestantes. Las manifestaciones se prolongaron durante toda una semana. 

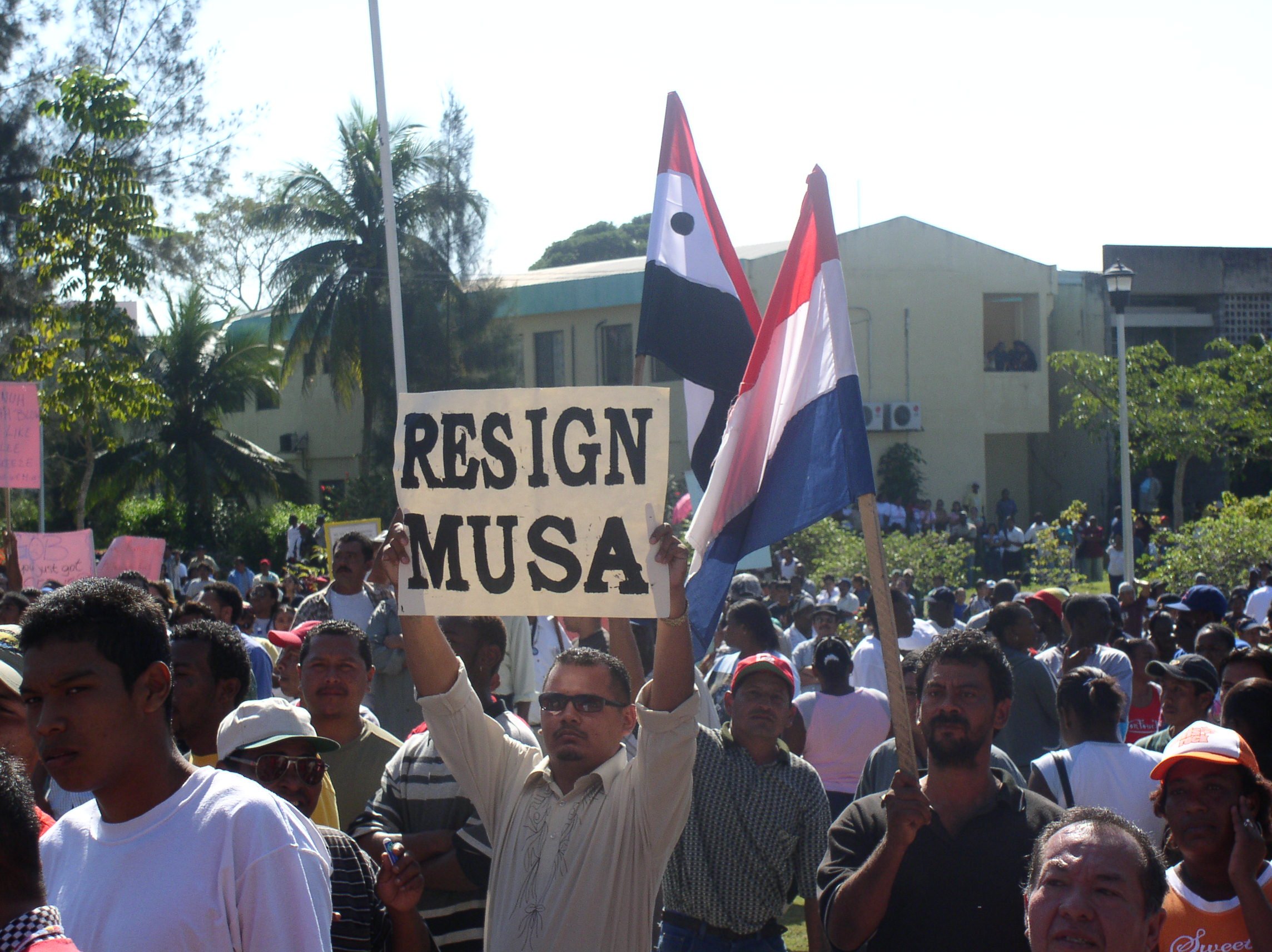
Multitud frente a la Asamblea Nacional con pancartas exigiendo la dimisión del primer ministro Said Musa.

El 20 de enero los empresarios y los sindicatos hicieron un llamamiento a una huelga general de dos días de duración. El servicio de aguas quedó interrumpido  ya que los empleados no se presentaron a trabajar. El 21 de enero, se informó de manifestaciones dispersas en Belmopán relacionadas con la quema de algunos edificios públicos, así como también se informó de bloqueos de carreteras llevados a cabo por manifestantes. Los ministros que se dirigían a pie a un edificio gubernamental fueron agredidos por manifestantes con piedras y botellas, provocando la intervención de la policía y del ejército para controlarlos. Se habrían instalado cámaras en el exterior de algunos edificios donde se esperaban manifestaciones, y barricadas preventivas en torno a edificios del gobierno.
Se trataría de la tercera vez que este tipo de disturbios tiene lugar en Belice.
El último de estos episodios ocurrió en la década de 1980, cuando se propuso un proyecto para ceder parte del país a Guatemala.
Una gran manifestación planeada por la oposición tuvo lugar el 21 de enero en Belmopán (el PUP, desde el gobierno, planeo una contramanifestación). Fue una crecida manifestación frente a la Asamblea Nacional que desembocó en un episodio violento. Los manifestantes lanzaron piedras a las fuerzas policiales, que respondieron disparando balas de goma y gases lacrimógenos. Las descargas de los disparos y el sonido de las sirenas podía oírse al menos a 1 km de distancia. Se oyó al menos una deflagración más potente que los disparos. Su origen es incierto. Se detuvo a varios manifestantes, incluyendo a "Yellowman", un conocido adalid del UDP. El permiso concedido para la manifestación acababa a las 3:00 PM pero se consiguió una prórroga de una hora. Concluida ésta, se desconocieron los repetidos llamamientos a su disolución. El Inspector Jefferires leyó en voz alta a la multitud la legislación antitumultos. Tras otros 40 minutos, ordenó a la policía antidisturbios que dispersara la multitud, a lo cual se emplearon con gases lacrimógenos y balas de goma. Algunos sindicalistas se tendieron en el suelo negándose a dispersarse y tuvieron que ser desalojados a rastras.
La policía mantuvo la calma durante el día, aunque se dijo que algunos de sus cadetes habrían contravenido las órdenes utilizando una dureza excesiva. Se informó acerca de que agentes experimentados tuvieron que retirar a cadetes de entre los contingentes policiales y se ha comentado que no se lanzaron piedras después de que un manifestante fuera golpeado en la cabeza con una porra empuñada por un cadete.
Nota: 
- El contenido de este artículo incorpora material de una entrada de la Enciclopedia Libre Universal, publicada en español bajo la licencia Creative Commons Compartir-Igual 3.0.